# Happily Ever After
Happily Ever After (с англ. — «Долго и счастливо») — музыкальный сборник группы The Cure, выпущенный на двух виниловых дисках и содержащий в себе два альбома  — Seventeen Seconds (1980) и Faith (1981). Выпущен эксклюзивно в США.

## Список композиций

### Диск первый
1. A Reflection
2. Play For Today
3. Secrets
4. In Your House
5. Three
6. The Final Sound
7. A Forest
8. M
9. At Night
10. Seventeen Seconds

### Диск второй
1. The Holy Hour
2. Primary
3. Other Voices
4. All Cats Are Grey
5. The Funeral Party
6. Doubt
7. The Drowning Man
8. Faith

## Участники записи
- Роберт Смит — гитара, вокал, клавишные
- Лоуренс Толхерст — ударные
- Саймон Гэллап — бас-гитара
- Мэтью Хартли — клавишные